# Nautiloidea
Nautiloidea Blainville, 1825 è una superfamiglia  di molluschi cefalopodi di ambiente marino la cui documentazione fossile risale fino al Cambriano superiore.

## Tassonomia
La superfamilia Nautiloidea include due famiglie: Nautilidae e l'estinta Pseudonautilidae.
- Nautilidae Blainville, 1825
- † Pseudonautilidae Shimansky & Erlanger, 1955